# مايكل سوان
مايكل سوان (بالإنجليزية: Michael Swan)‏ هو ممثل أمريكي، ولد في 11 يونيو 1948 بسان خوسيه في الولايات المتحدة.

## أعمال

### مسلسلات
- الرجل الأخضر الخارق
- إن سي آي إس

## وصلات خارجية
- مايكل سوان على موقع IMDb (الإنجليزية)
- مايكل سوان على موقع ألو سيني (الفرنسية)
- مايكل سوان على موقع أول موفي (الإنجليزية)
- مايكل سوان على موقع أول موفي (الإنجليزية)
- مايكل سوان على موقع قاعدة بيانات الفيلم (الإنجليزية)
- مايكل سوان على موقع كينوبويسك (الروسية)
- مايكل سوان على موقع كينوبويسك (الروسية)